# Берёзовка (Ленское сельское поселение)
Берёзовка — деревня в Кунгурском районе Пермского края в составе Ленского сельского поселения.

## География
Деревня находится в западной части Кунгурского района на речке Бым менее чем в 4 километрах от села Ленск на запад.

## Климат
Климат умеренно-континентальный с продолжительной снежной зимой и коротким, умеренно-тёплым летом. Средняя температура июля составляет +17,8°С, января −15,6°С. Среднегодовая температура воздуха составляет +1,3°С. Средняя продолжительность периода с отрицательными температурами составляет 168 дней и продолжительность безморозного периода 113 дней. Среднее годовое количество осадков составляет 539 мм.

## История
Известна с 1870 года как выселок Березовский.

## Население
Постоянное население составляло 39 человек в 2002 году (100 % русские), 17 человек в 2010 году.